# Canadian Musical Reproduction Rights Agency
CMRRA (Canadian Musical Reproduction Rights Agency Ltd.) — канадское авторское агентство по лицензированию прав на музыкальное воспроизведение. Агентство базируется в Торонто, Канада.

## История
Канадское авторское агентство по лицензированию прав на музыкальное воспроизведение (CMRRA) основано в 1975 году. Агентство занимается коллективным лицензированием прав на музыкальное воспроизведение как крупных многонациональных музыкальных издателей, так и отдельных авторов. От их имени CMRRA выдаются лицензии частным лицам и организациям для воспроизведения песен и музыки на различных носителях.
Лицензиаты уплачивают госпошлину CMRRA, которая, в свою очередь, распределяет ее между члена агентства. Ставки авторского вознаграждения определяются на основании заключаемых соглашений (тарифов), заверенных Советом по авторским правам Канады.
CMRRA управляется Советом директоров, которые избираются каждые два года членами канадской Ассоциации музыкальных издателей (CMPA). Председателем совета директоров CMRRA в настоящее время является Гэри Фернисс (Gary Furniss).